# كفر قشاش
قرية كفر قشاش هي إحدى القرى التابعة لمركز شبراخيت في محافظة البحيرة في جمهورية مصر العربية. حسب إحصاءات سنة 2006، بلغ إجمالي السكان في كفر قشاش 2713 نسمة، منهم 1422 رجل و1291 امرأة.